# Giambattista Lapucci
Giambattista Lapucci (Fiordimonte, 2 febbraio 1913 – Tembien, 22 gennaio 1936) è stato un militare italiano, insignito della medaglia d'oro al valor militare alla memoria nel corso della guerra d'Etiopia.

## Biografia
Nacque a Fiordimonte, provincia di Macerata, nel 1913, figlio di Giovanni. Conseguito il diploma presso l'Istituto magistrale di Ravenna si arruolò nel Regio Esercito venendo ammesso a frequentare la Scuola allievi ufficiali di complemento di fanteria di Palermo da cui uscì con il grado di sottotenente nel giugno 1934, assegnato al 28º Reggimento fanteria di stanza a Ravenna. Collocato in congedo nel febbraio 1935, poco dopo veniva richiamato in servizio attivo e assegnato, a domanda, al Regio corpo truppe coloniali d'Eritrea. Sbarcato a Massaua il 3 maggio fu assegnato in servizio al XVII Battaglione ascari eritrei partecipando alle operazioni iniziali della guerra d'Etiopia, meritandosi anche una proposta per la concessione di una medaglia di bronzo al valor militare per il combattimento sull'Amba Tzellerè, il 22 dicembre 1935. Cadde in combattimento a Monte Meberrò, Tembien, il 22 gennaio 1936, e fu successivamente insignito della medaglia d'oro al valor militare alla memoria. La salma fu sepolta a Passo Uarieu nella tomba n° 314 campo 11 insieme a quella del capitano Lorenzo Righetti suo comandante di compagnia, caduto insieme a lui nell'estremo tentativo di difenderlo. Il suo diario e una raccolta delle sue lettere vennero poi edite con il titolo di La promessa e l'offerta. Memorie del sottotenente Gambattista Lapucci del 17º Battaglione Eritreo. Caduto il 22-I-36 in A.O. a Monte Meberrò. Una via di Fiordimonte porta il suo nome.

## Pubblicazioni
- La promessa e l'offerta. Memorie del sottotenente Gambattista Lapucci del 17º Battaglione Eritreo. Caduto il 22-I-36 in A.O. a Monte Meberrò , Società Tipo-Editrice Ravennate Mutilati, Ravenna, 1939.

### Fonti
1. 1 2 3 4 5 6  Combattenti Liberazione.
2. 1 2  Gruppo Medaglie d'Oro al Valor Militare 1965, p. 146.
3. ↑   Medaglia d'oro al valor militare Lapucci, Giambattista, su quirinale.it, Quirinale. URL consultato l'11 luglio 2021.